# Paterswolde
Paterswolde – wieś w Holandii, w prowincji Drenthe, w gminie Tynaarlo. Mała część miejscowości nad jeziorem Paterwoldsemeer jest położona w prowincji Groningen, w gminie Haren.